# باد دوبن
شهر باد دوبن در ایالت زاکسن در کشور آلمان واقع شده است.